# Ethereum Classic

Logo

Ethereum Classic (ETC) – zdecentralizowana platforma obliczeniowa, która realizuje inteligentne kontrakty. Aplikacje działają dokładnie tak, jak zaprogramowano, bez możliwości cenzury, przestojów lub ingerencji osób trzecich. Ethereum Classic to rozproszona sieć składająca się z rejestru blockchain, natywnej kryptowaluty (ETC) i solidnego ekosystemu aplikacji i usług w łańcuchu.

## Historia
Początkowo blockchain Ethereum powstał jako jedna sieć, w której transakcje były ułatwiane za pomocą kryptowalutowego etheru - ETH. Jednak w czerwcu 2016 r. jeden z kontraktów opublikowanych na blockchainie został zhakowany i skradziono fundusze o wartości 50 milionów dolarów. W rezultacie przeprowadzono podział (hard fork) w celu zabezpieczenia sieci. Ethereum Classic pojawiło się w wyniku podzielenia łańcucha bloków Ethereum. Podział został przeprowadzony w celu zwrotu skradzionych środków ich pierwotnym właścicielom, zgodnie z zapisami sprzed włamania. Doprowadziło to do rozwidlenia prowadzącego do dwóch wersji istniejących jednocześnie. Nowsza sieć, czyli Ethereum, używa ETH jako swojej kryptowaluty, podczas gdy starsza, przemianowana na Ethereum Classic, używa ETC.

## Twórcy
Ethereum Classic jest w rzeczywistości łańcuchem dziedzictwa po Ethereum, a jego prawdziwymi twórcami są więc oryginalni deweloperzy Ethereum - Vitalik Buterin i Gavin Wood. Kontrowersyjny hard fork na Ethereum miał miejsce w lipcu 2016 r., kiedy uczestnicy nie zgodzili się, aby przywrócić blockchain w celu zniwelowania skutków poważnego włamania. Wpłynęło to na The DAO, zdecentralizowaną organizację autonomiczną (DAO), która kilka miesięcy wcześniej zebrała około 150 milionów dolarów w ramach początkowej oferty coinów (ICO). Ethereum Classic powstało jako sieć, w której nie doszło do odwrócenia łańcucha. Deweloperzy twierdzą, że nie ma „oficjalnego” zespołu związanego z projektem i że jego „globalna społeczność programistyczna jest »do-okracją« bez pozwoleń, w której każdy może uczestniczyć”.

## Zabezpieczenie
Sieć Ethereum Classic jest zabezpieczona za pomocą proof-of-work, ale jako sieć mniejszości jest ofiarą regularnych ataków. Obejmują one szereg 'ataków 51%' mających na celu uzyskanie kontroli nad wydobyciem hashrate i wykonywanie fałszywych transakcji oraz podwójne wydawanie monet, a jeden z najnowszych miał miejsce w sierpniu 2020 r.

## Kopanie waluty
Można powiedzieć, że Ethereum Classic to Ethereum w swojej oryginalnej formie. Ta cecha sprawia, że jest on zależny od algorytmu konsensusu Proof-of-Work (PoW) do walidacji transakcji na swoim blockchainie. Do wydobycia Ethereum Classic można użyć procesorów graficznych lub koparek ASIC (pl. specjalistyczny obwód scalony, ang. Application Specific Integrated Circuit). ETC wykorzystuje algorytm wydobywczy Ethash, dzięki czemu wykorzystanie maszyny wydobywczej GPU jest bardziej efektywne niż koparek ASIC. Inną opcją jest dołączenie do puli wydobywczej Ethereum Classic, zwłaszcza w przypadku, gdy nie posiada się wystarczającej wiedzy technicznej do skonfigurowania i utrzymania koparek. Umożliwia to połączenie mocy obliczeniowej z innymi koparkami z puli i otrzymanie wynagrodzenia. Mnóstwo serwisów oferuje taką opcję i przed rozpoczęciem można sprawdzić niektóre z nich.

## ETC vs ETH
Obie sieci pozwalają twórcom oprogramowania na wykorzystanie inteligentnych kontraktów do tworzenia scentralizowanych aplikacji. Jedną z zalet ETH (co jest wadą ETC) jest to, że ma większą kapitalizację rynkową i bazę użytkowników niż ETC. To sprawia, że ETH jest ogólnie mniej niestabilny, daje tokenowi większą płynność i czyni go bardziej popularnym na giełdach. Oznacza to, że ETH może mieć mniejsze ryzyko inwestycyjne niż ETC. ETH ma również dodatkowy przypadek użycia, który jest paliwem lub „gazem” dla zdecentralizowanych aplikacji (dApps). Wielu programistów buduje protokoły zdecentralizowanego finansowania (DeFi) na bazie Ethereum. Aby korzystać z tego rodzaju aplikacji, użytkownicy potrzebują tokenów ETH. Czasami ETH jest jedynym tokenem, który użytkownicy mogą wymienić na inne tokeny niezbędne do uczestnictwa w platformie. Innym razem zdecentralizowane aplikacje wymagają niewielkich ilości ETH do wykonywania działań. Na przykład Crypto Kitties był jednym z pierwszych dużych dApps. Gra pozwalała użytkownikom kupować, sprzedawać i wymieniać wirtualne koty, które można było „hodować” ze sobą, tworząc nowe unikalne wirtualne koty. Aby wziąć udział w grze, użytkownicy potrzebowali tokenów ETH. ETH ma również silniejsze wsparcie czegoś, co nazywa się Enterprise Ethereum Alliance. Ta grupa ma ponad 200 członków, w tym duże firmy, takie jak Microsoft, VMWare, Intel, CitiBank, JP Morgan Chase i inne. W chwili pisania tego tekstu ETC była kryptowalutą #18 z kapitalizacją rynkową wynoszącą nieco ponad 5 miliardów dolarów. Dla porównania, Ethereum (ETH) jest drugą co do wielkości kryptowalutą z kapitalizacją rynkową około 212 miliardów dolarów. Oba tokeny mogą być przedmiotem obrotu jako aktywa spekulacyjne i oba są notowane na wielu najpopularniejszych giełdach kryptowalut.